# Шкинёв, Артём
Артём Шкинёв (эст. Artjom Škinjov; 30 января 1996, Нарва) — эстонский футболист, правый защитник.

## Биография
Воспитанник нарвского футбола, тренер — Алексей Ягудин. В юности был на просмотре в итальянском «Самбенедеттезе» и немецком «Гамбурге». C 2012 года начал выступать во взрослом футболе за второй состав «Транса».
В основной команде «Нарва-Транс» дебютировал 1 сентября 2012 года в матче высшей лиги Эстонии против «Таммеки», заменив на 82-й минуте Владислава Иванова. С 2013 года стал регулярно играть за основной состав клуба. За десять сезонов сыграл за нарвский клуб более 200 матчей в чемпионате страны. Становился обладателем (2019) и финалистом (2020) Кубка Эстонии. Принимал участие в матчах еврокубков, где провёл не менее 7 игр.
Выступал за юниорские сборные Эстонии. Участник Кубка Содружества-2014.

## Достижения
- Обладатель Кубка Эстонии: 2018/19, 2022/23.
- Финалист Кубка Эстонии: 2019/20.